# Ньюпорт (Кентуккі)
Ньюпорт (англ. Newport) — місто (англ. city) в США, в окрузі Кемпбелл штату Кентуккі. Населення — 14 150 осіб (2020).

## Географія
Ньюпорт розташований за координатами 39°5′10″ пн. ш. 84°29′13″ зх. д. / 39.08611° пн. ш. 84.48694° зх. д. (39.086100, -84.486933).  За даними Бюро перепису населення США в 2010 році місто мало площу 7,72 км², з яких 7,05 км² — суходіл та 0,66 км² — водойми.

## Демографія
Згідно з переписом 2010 року, у місті мешкали 15 273 особи в 6194 домогосподарствах у складі 3273 родин. Густота населення становила 1979 осіб/км².  Було 7146 помешкань (926/км²).
Расовий склад населення:
| - 86,3 % — білих - 7,6 % — чорних або афроамериканців - 0,7 % — азіатів - 0,3 % — корінних американців - 1,8 % — осіб інших рас |

До двох чи більше рас належало 3,2 %. Частка іспаномовних становила 4,1 % від усіх жителів.
За віковим діапазоном населення розподілялося таким чином: 22,2 % — особи молодші 18 років, 67,4 % — особи у віці 18—64 років, 10,4 % — особи у віці 65 років та старші. Медіана віку мешканця становила 34,0 року. На 100 осіб жіночої статі у місті припадало 106,3 чоловіків;  на 100 жінок у віці від 18 років та старших — 106,8 чоловіків також старших 18 років.
Середній дохід на одне домашнє господарство  становив 52 236 доларів США (медіана — 34 734), а середній дохід на одну сім'ю — 63 762 долари (медіана — 52 294). Медіана доходів становила 38 612 долари для чоловіків та 35 056 доларів для жінок. За межею бідності перебувало 30,0 % осіб, у тому числі 49,1 % дітей у віці до 18 років та 17,7 % осіб у віці 65 років та старших.
Цивільне працевлаштоване населення становило 6754 особи. Основні галузі зайнятості: освіта, охорона здоров'я та соціальна допомога — 20,3 %, мистецтво, розваги та відпочинок — 16,3 %, виробництво — 12,4 %, роздрібна торгівля — 11,7 %.